# Hemileuca eglanteriae
Hemileuca eglanteriae är en fjärilsart som beskrevs av Herrich-Schäffer 1858. Hemileuca eglanteriae ingår i släktet Hemileuca och familjen påfågelsspinnare. Inga underarter finns listade i Catalogue of Life.